# 維羅納鎮區 (密歇根州)
維羅納鎮區（英語：Verona Township）是位於美國密歇根州休倫縣的一個行政鎮區。

## 地方資料
維羅納鎮區的面積為88.50平方千米，當中陸地面積為88.40平方千米，而水域面積為0.10平方千米。根據2020年美國人口普查的數據，當地共有人口1210人，而人口密度為每平方千米13.67人。